# Vågar du, vågar jag
Vågar du, vågar jag – singel Sanny Nielsen, wydany 5 marca 2007. Utwór napisał Fredrik Kempe, a skomponowali go Bobby Ljunggren, Henrik Wikström oraz Fredrik Kempe. Za produkcję zaś odpowiadał Henrik Wikström.
Nagranie znalazło się na 10. miejscu na oficjalnej szwedzkiej liście sprzedaży. W klasyfikacji rocznej utwór uplasował się na 44. miejscu najlepiej sprzedających się singli w Szwecji w 2007 roku.
Piosenka ponadto zajęła 7. miejsce w szwedzkich preselekcjach do Eurowizji – Melodifestivalen 2007, zdobywając w sumie 44 punkty.

## Lista utworów
- Digital download[6]

1. „Vågar du, vågar jag” – 3:04

- Digital download/CD single[1][7]

1. „Vågar du, vågar jag” (Radio Version) – 3:02
2. „Vågar du, vågar jag” (SoundFactory Club Mix) – 5:54
3. „Vågar du, vågar jag” (SoundFactory Dub Mix) – 3:44
4. „Vågar du, vågar jag” (SoundFactory Radio Mix) – 3:44
5. „Vågar du, vågar jag” (Karaoke Version) – 3:03

## Notowania
| Kraj    | Notowanie (2007)  | Najwyższa pozycja |
| ------- | ----------------- | ----------------- |
| Szwecja | Sverigetopplistan | 10                |

| Kraj    | Notowanie (2007)  | Pozycja |
| ------- | ----------------- | ------- |
| Szwecja | Sverigetopplistan | 44      |